# Pierre Aubé
Pierre Aubé (*23 de febrero de 1944, Normandía) es un historiador y escritor francés. Fue profesor en la universidad de Ruan durante 30 años.

## Obras
- 1981: Baudouin IV de Jérusalem. Le roi lépreux.
- 1983: Les Empires normands d’Orient, XIe-XIIIe siècles.[1]
- 1985: Godefroy de Bouillon, Fayard.
- 1988: Thomas Becket, Fayard.
- 1999: Jérusalem 1099, Actes Sud.
- 2001: Roger II de Sicile. Un Normand en Méditerranée, Payot.
- 2001: Éloge du mouton, Actes Sud.
- 2003: Saint Bernard de Clairvaux, Fayard.
- 2007: Un croisé contre Saladin. Renaud de Châtillon.

En colaboración : 
- 1996: Atlas de l’histoire de France, sous la direction de René Rémond, Perrin.
- 2000: Jérusalem. Le sacré et le politique, sous la direction d’Elias Sanbar et Farouk Mardam-Bey, Actes Sud.